# Putineiu (Giurgiu)
Putineiu is een Roemeense gemeente in het district Giurgiu.
Putineiu telt 2734 inwoners.